# Jean-Baptiste Jourdan
Jean-Baptiste Jourdan, född 29 april 1762 i Limoges, död 23 november 1833 i Paris, fransk greve, militär; marskalk av Frankrike 1804. Han besegrade österrikarna i Slaget vid Fleurus (1794).

## Biografi
Jourdan deltog som menig soldat åren 1778–1783 i amerikanska frihetskriget och var vid franska revolutionens utbrott (1789) underofficer. År 1791 fick han befäl över en bataljon frivilliga och utmärkte sig så under Dumouriez i Nederländerna (1792), att han 1793 utnämndes till divisionsgeneral och efter general Houchards återkallande i september samma år, till befälhavare för nordarmén. I spetsen för denna slog han österrikarna vid Wattignies (15–16 oktober), men måste nedlägga sitt befäl, då han inte ansåg sig kunna utföra ett vinterfälttåg. På våren 1794 fick han befälet över Sambre- och Meuse-armén, segrade vid Fleurus (26 juni), gick över Rhen (6 september), framträngde till Main och inneslöt Mainz, men måste till följd av Clerfaits framryckande dra sig tillbaka bakom Rhen. År 1796 inneslöt han ånyo Mainz, men måste efter flera motgångar (vid Amberg 24 augusti, Würzburg 3 september, Lahnfloden i mitten av september) gå tillbaka bakom Rhen, varefter han nedlade sitt befäl. I det 1819 utgivna arbetet Mémoires pour servir á l'histoire de la campagne de 1796 sökte han försvara sitt återtåg.
1797 valdes han till medlem av Femhundrarådet, där han i främst arbetade med militär lagstiftning. År 1799 ställdes Jourdan i spetsen för den armé, som skulle operera vid Donau, men blev av ärkehertig Karl besegrad i slaget vid Ostrach (21 mars) uppkallat efter byn Ostrach och vid Stockach (25 mars), varefter han nedlade befälet. Som övertygad republikan, satte han sig emot statskuppen av 18 brumaire 1799, varigenom Napoleon I tog till makten, men mottog av denne sedermera bland andra utmärkelser grevevärdighet och marskalksstaven 1804. Napoleon, som betraktade honom som en härförare med otur, gav honom aldrig något självständigt befäl. Åren 1808–1809 och 1812–1814 var Jourdan kung Joseph Bonapartes generalstabschef i Spanien. 
Vid Napoleons fall 1814 slöt han sig till den nya franska regeringen, av vilken han 1819 mottog pärsvärdighet, men övergick 1830 lika raskt till julirevolutionen, skötte några dagar utrikesdepartementet och utnämndes 11 augusti samma år till guvernör över Invalidhotellet. Hans Mémoires militaires utgavs 1899 av Grouchy.